# 북극진동

북극진동의 양과 음 위상

북극진동(北極振動, arctic oscillation)은 북극에 존재하는 찬 공기의 극소용돌이가 수십 일 또는 수십 년을 주기로 강약을 되풀이하는 현상이다. 참고로, 북극한파는 온난화로 인한 기후 변화가 원인이며, 북극의 이상 고온이 중위도 지역의 이상 저온 현상을 초래해 극심한 한파가 지속된다.

## 전 세계 이상한파 상황

### 아시아
- 서울 영하 16도, 대전 영하 13도[1]
- 일본 폭설로 46명 사망[1]

## 같이 보기
- 제트 기류
- 남방진동